# Ikarus 630

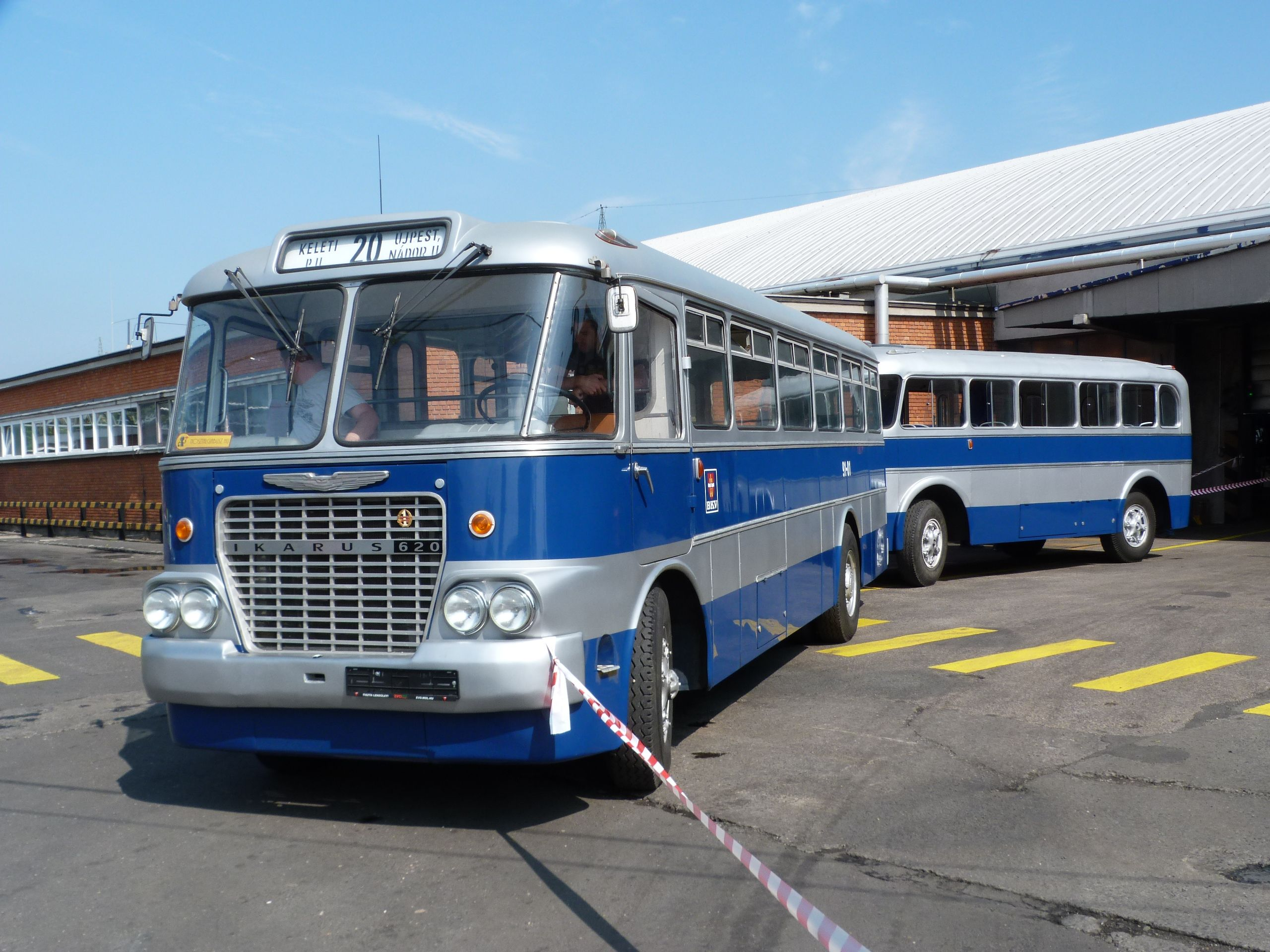
Ikarus 620

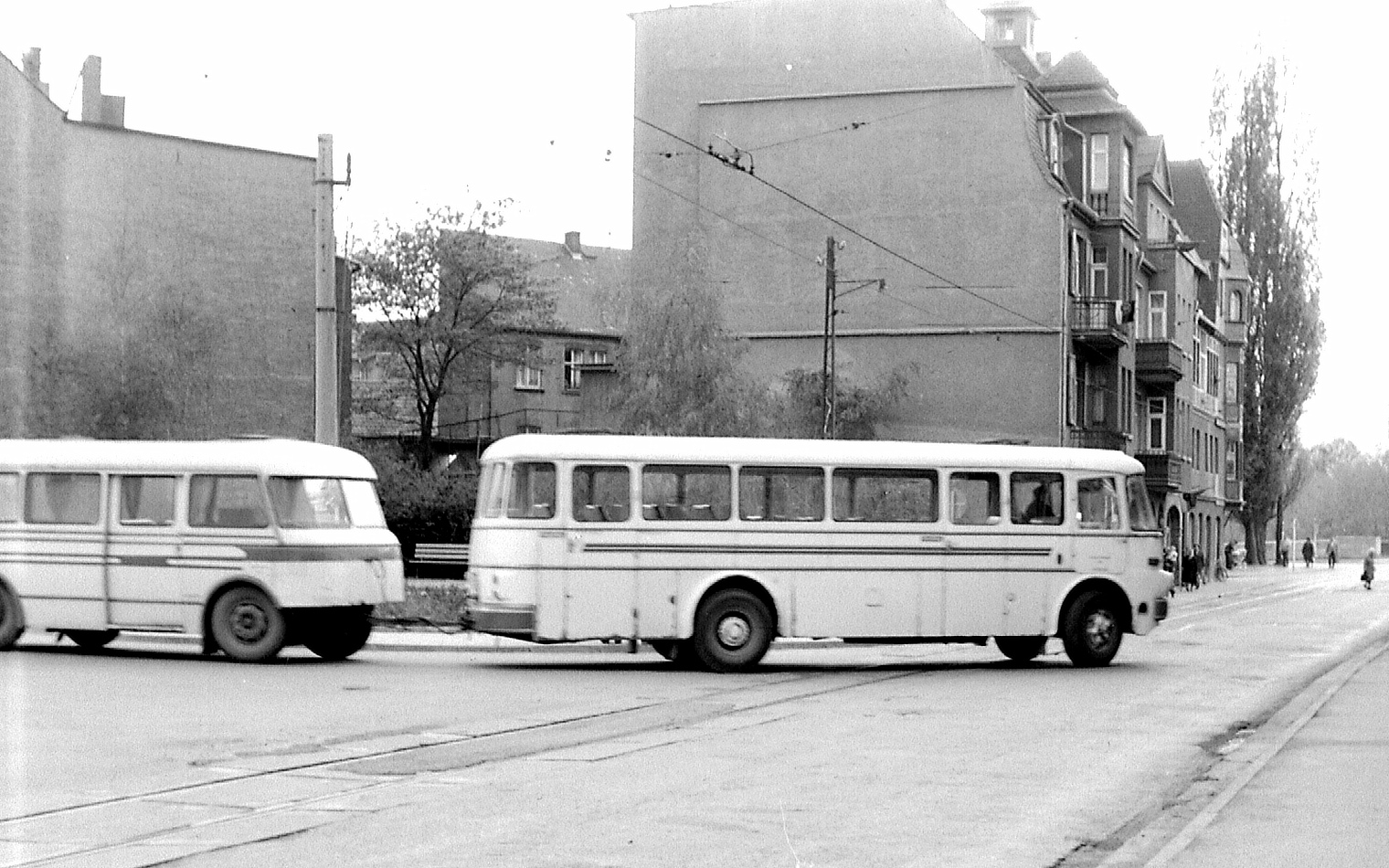
Letzter Buszug des VEB Kraftverkehr Jena (Ikarus 630 mit modernisiertem LOWA-Anhänger), Mai 1977

Der Ikarus 630 und Ikarus 620 waren Omnibusse des ungarischen Busherstellers Ikarus. Der ab 1958 produzierte Ikarus 620 war als Stadtbus mit druckluftbetätigten Falttüren ausgelegt, während der davon abgeleitete Ikarus 630 für den Überlandverkehr vorgesehen war. Technische Basis war der Ikarus 60 bzw. 601. Der Typ 620 bzw. 630 wurde über einen längeren Zeitraum parallel zu den Typen Ikarus 31 bzw. dessen Weiterentwicklung Ikarus 311 und Ikarus 66 produziert. 1971 wurde die Produktion eingestellt.

## Triebwerk und Fahrgestell
Als Antriebseinheit war über der Vorderachse ein wassergekühlter sechszylindriger Wirbelkammer-Dieselmotor vom Typ D-614 des ungarischen Herstellers Csepel mit einem Hubraum von 8275 cm3 mit einer Leistung von 107 kW (145 PS) montiert. Zusammen mit einem manuell zu schaltenden, teilsynchronisierten Fünfgang-Getriebe trieb er über eine Einscheibentrockenkupplung und ein Außenplanetengetriebe die Hinterachse des Fahrzeugs an. Mit dieser Antriebseinheit erreichte der Bus eine Höchstgeschwindigkeit von 78 km/h. Die gleiche Antriebseinheit wurde auch beim Ikarus 66 und beim Reisebus Ikarus 55 eingesetzt.
Im Gegensatz zum äußerlich ähnlichen, etwas kleineren Ikarus 31 besaß die Baureihe 620/630 keinen selbsttragenden Aufbau. Das Fahrgestell bestand aus einem Leiterrahmen, auf dem – ähnlich wie bei damaligen Lastkraftwagen – der Motor vorn angeordnet war. Auf die Bodengruppe wurde ein Busaufbau gesetzt, der als Frontlenker ausgeführt war. Am Fahrwerk kamen blattgefederte Starrachsen mit Teleskop-Stoßdämpfern zum Einsatz. Bei einem Leergewicht von 8,35 t betrug das zulässige Gesamtgewicht 13,85 t. Die pneumatische Bremse wirkte auf alle Räder und wurde durch eine mechanische Feststellbremse ergänzt. Die mechanische Lenkung war erstmals mit einer hydraulischen Lenkunterstützung lieferbar.

## Fahrgastraum
Der Fahrgastraum des Stadtbusses Ikarus 620 hatte 20 Sitz- und 50 Stehplätze, der Ikarus 630 bot 27–38 Sitzplätze. Im Laufe der langen Produktionszeit wurden verschiedene Aufbauvarianten mit unterschiedlicher Sitzplatzanzahl produziert. Für den Fahrgastwechsel waren zwei elektropneumatisch betätigte Doppelfalttüren bzw. zwei handbetätigte, nach außen aufschlagende Türen vorhanden. Bedingt durch die Lage des Motors war die vordere Fahrgasttür hinter der Vorderachse angeordnet. Durch diese Anordnung war der Bus für den Einmannbetrieb nur bedingt geeignet. Über der Vorderachse befand sich auf beiden Seiten je eine kurze Klapptür für den Fahrer bzw. Beifahrer. Um die Einmannbedienung besser zu ermöglichen, wurden die Busse ab 1963 vorn mit zwei Einzelsitzen anstatt einer Sitzbank ausgestattet, und die Trennwand zum Fahrgastraum entfiel.

## Design
Vom parallel gebauten Ikarus 31 bzw. 311 wurde die Anordnung der Bauteile grundsätzlich übernommen, das Design jedoch überarbeitet. Anstatt der beim Ikarus 311 Kühlergrill und Scheinwerfer umfassenden Frontmaske wurde der trapezförmige Kühllufteinlass von einem Chromrahmen eingefasst, die nebeneinanderliegenden Doppelscheinwerfer wurden durch Abdeckungen betont. Die Blinker saßen in einer tropfenförmigen Verkleidung. Die Windschutzscheibe war als vierteilige, gewölbte Panoramascheibe gestaltet. Die Stadtbusse hatten über der Windschutzscheibe eine Fahrtziel- bzw. Linienanzeige, die auch einige 630er besaßen.

## Verwendung
Die DDR importierte den Typ Ikarus 620 bzw. 630 von 1959 bis 1971. Im September 1988 existierten dort noch 170 solcher Fahrzeuge.
Wegen des Bedarfs von Bussen mit größerem Fassungsvermögen im Stadtverkehr ließen die Budapester Verkehrsbetriebe in den 1960er Jahren etliche vorhandene Busse des Typs 620 von der Mávaut in Gelenkbusse umbauen, ähnlich wie zuvor Busse des Typs 601. Die Vorderwagen wurden hinter der Hinterachse abgeschnitten, darauf wurde ein Nachläufer aufgesattelt, der zunächst noch zwei hintereinanderliegende Achsen, nach Verfügung von Achsen mit genügend Tragfähigkeit eine Achse und zwei Türen erhielt. Ein 1.270 mm langer Faltenbalg verband die beiden Fahrzeugteile. Diese Großraumfahrzeuge hatten dann eine Gesamtlänge von 15.365 mm, besaßen drei 1170 mm breite Doppelfalttüren.